# Loes Markerink
Loes Markerink (Delfzijl, 14 december 1985) is een Nederlands voormalig wielrenster die in 2004 haar debuut maakte bij de elite vrouwen. Markerink behaalde in 2003 bij de junior-vrouwen de wereldtitel op de weg. De Raaltense komt uit voor Team Flexpoint van manager Jean-Paul van Poppel en zal in het winterseizoen ook deel uitmaken van de crossploeg van Team Flexpoint.

## Overwinningen
2005
- 4e etappe Ronde van Bretagne

2006
- 2e etappe en eindklassement Damesronde van Drenthe

2007
- 5e etappe Gracia - Orlov

2008
- AA drink Wielertrofee Wieze
- GP Stad Roeselare

## Ploegen
- 2004: @Home Cycling Team
- 2005: @Work Cycling Team
- 2006: @Work Cycling Team
- 2007: Team Flexpoint
- 2008: Team Flexpoint